# Нейвинский
Нейвинский — посёлок в Свердловской области, входящий в муниципальное образование город Алапаевск.

## Географическое положение
Посёлок расположен в 7 километрах (по автодороге в 11 километрах) к юго-западу от административного центра — города Алапаевск, на правом берегу реки Нейва, напротив устья левого притока реки Старичная. Входит в состав территориальной администрации посёлка Зыряновский.

## История
Указом Президиума Верховного Совета РСФСР от 08.07.1985 г. посёлок Дом отдыха «Старики» переименован в посёлок Нейвинский.

## Население
| 2002 | 2010 |
| ---- | ---- |
| 60   | ↘22  |